# Belisarius xambeui
Espèce
Belisarius xambeui ou le Bélisaire de Xambeu est une espèce de scorpions de la famille des Belisariidae.

## Distribution

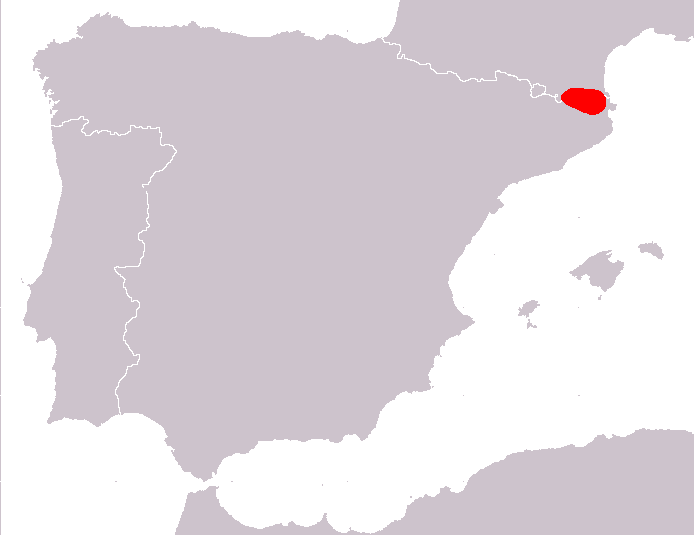
Distribution

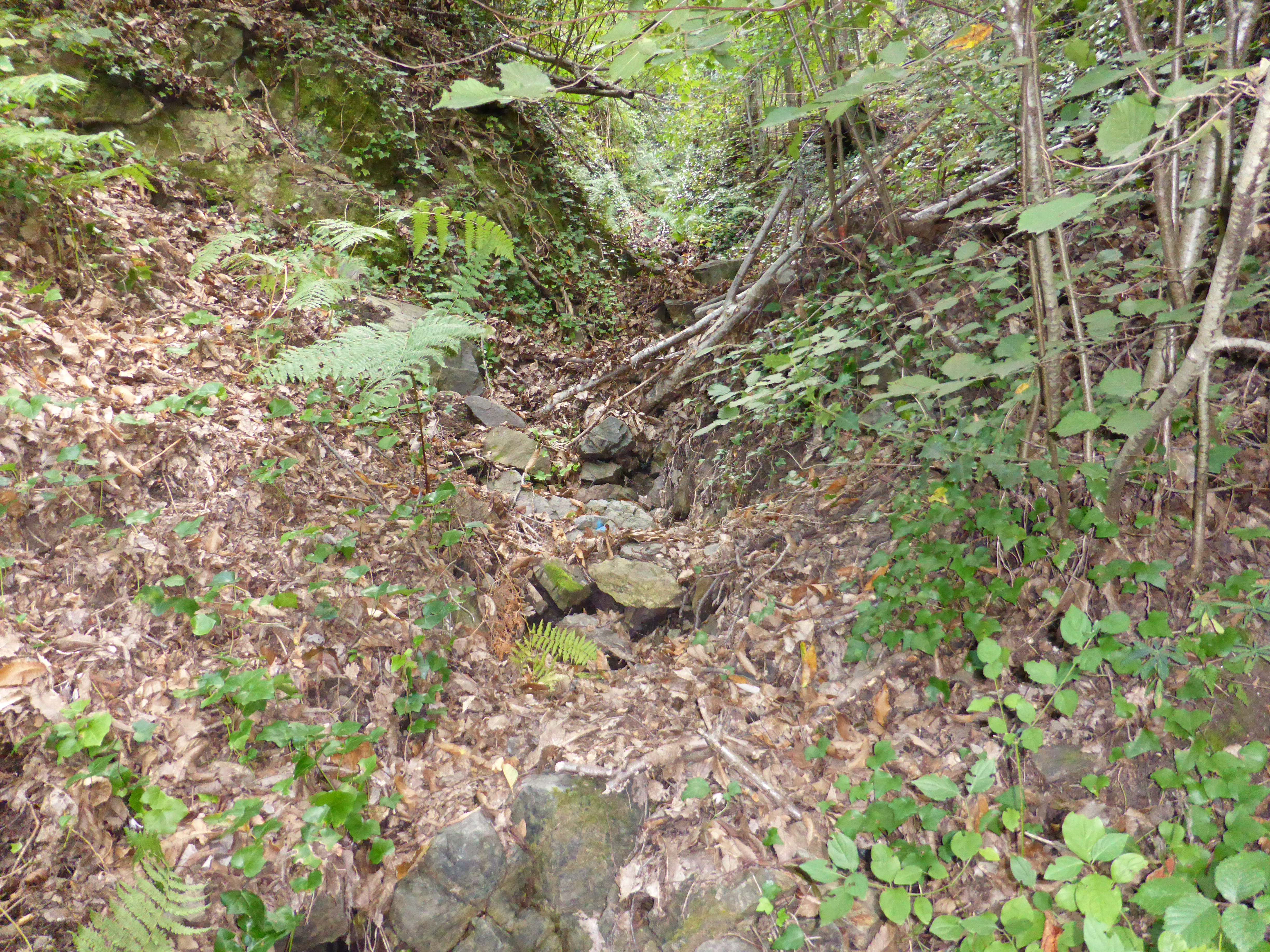
Éboulis couvert de feuilles mortes, un habitat pour Belisarius xambeui.

Cette espèce se rencontre dans les Pyrénées, entre 650 et 1 500 m d'altitude en France dans les Pyrénées-Orientales et en Espagne en Catalogne.

## Description
Cette espèce troglophile ou hypogée est peu colorée et anophtalme. Les adultes mesurent jusqu'à 40 mm.

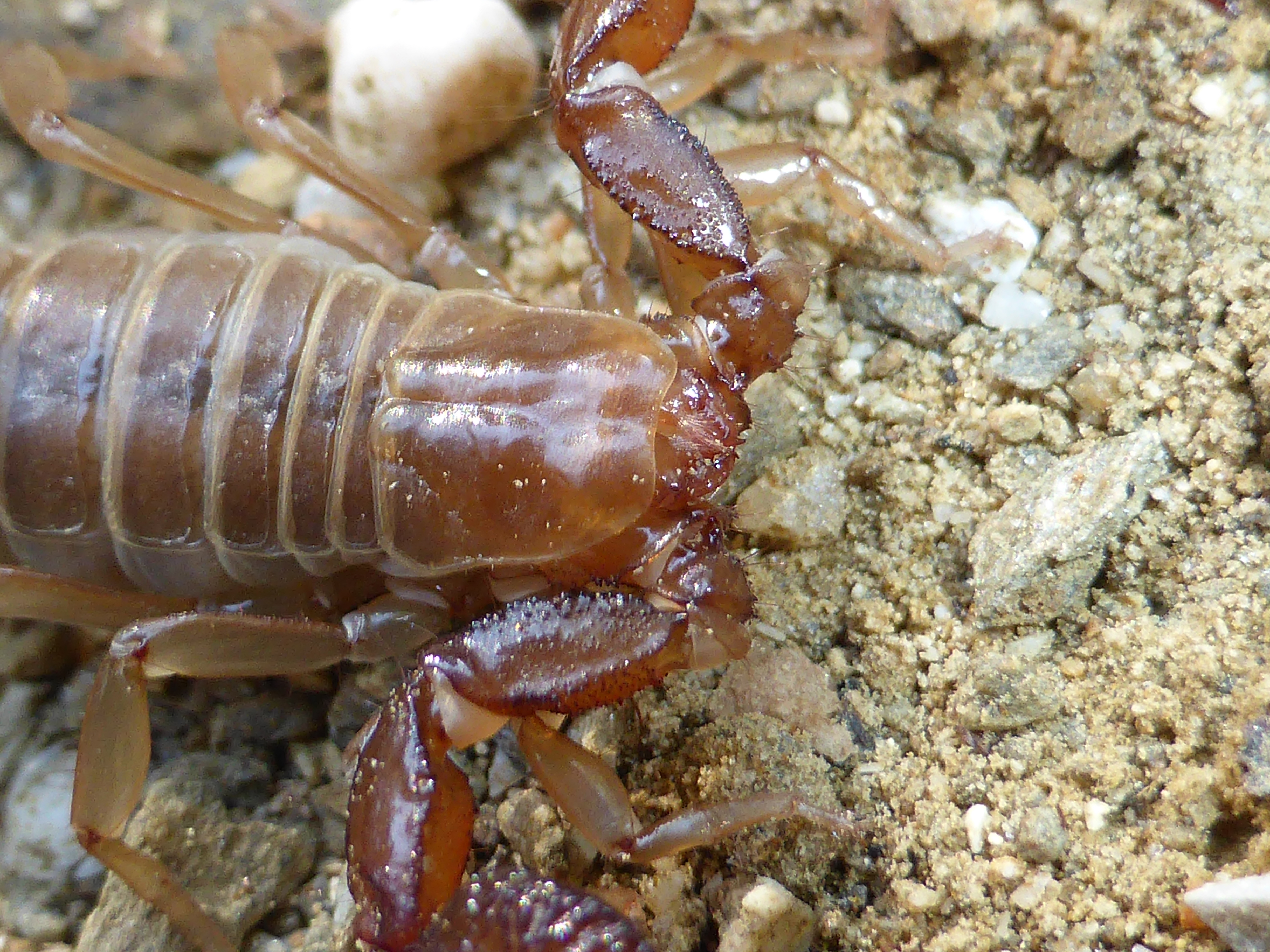
Détail de la tête. Noter l'absence d'yeux.
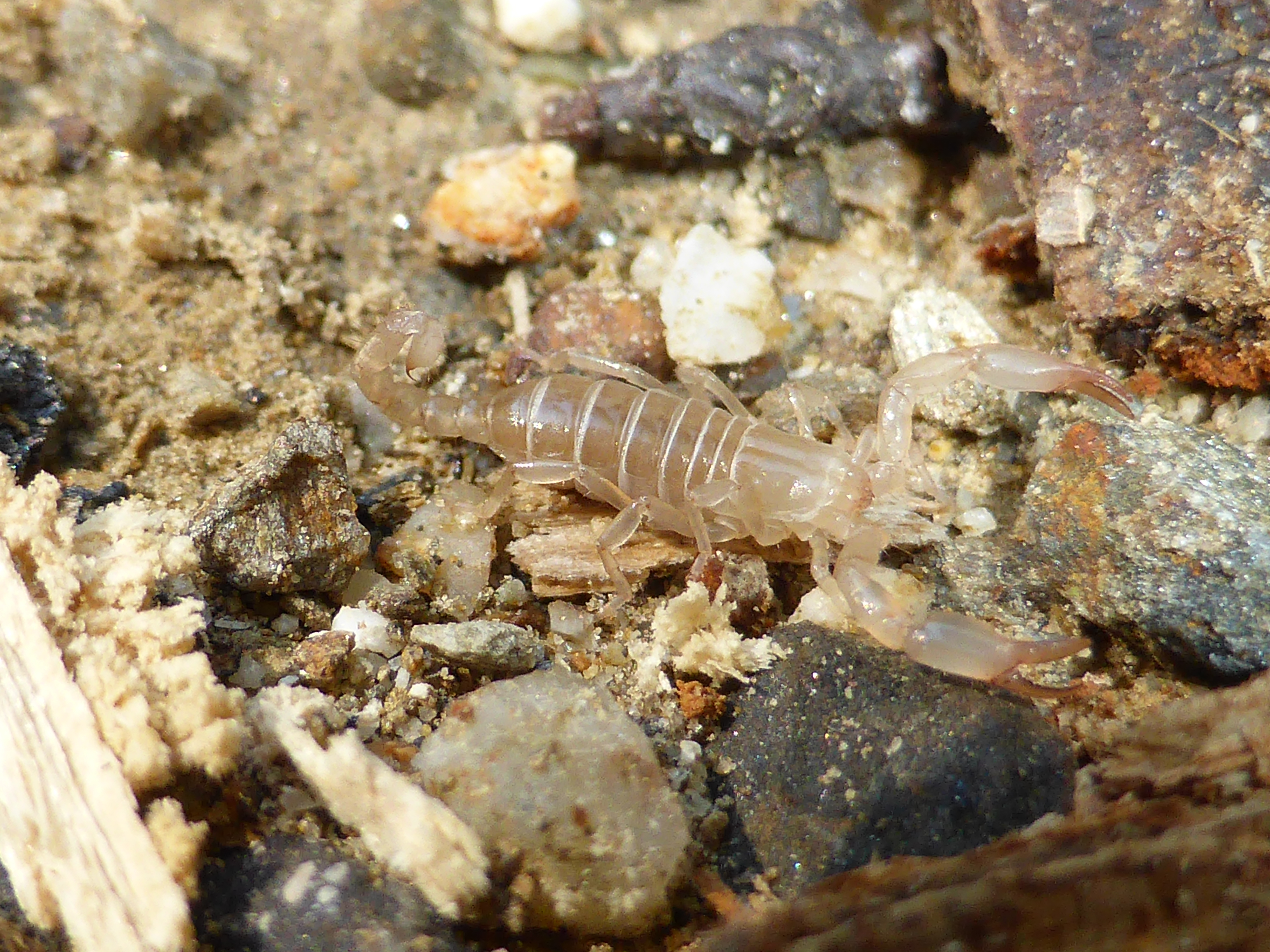
Jeune individu.
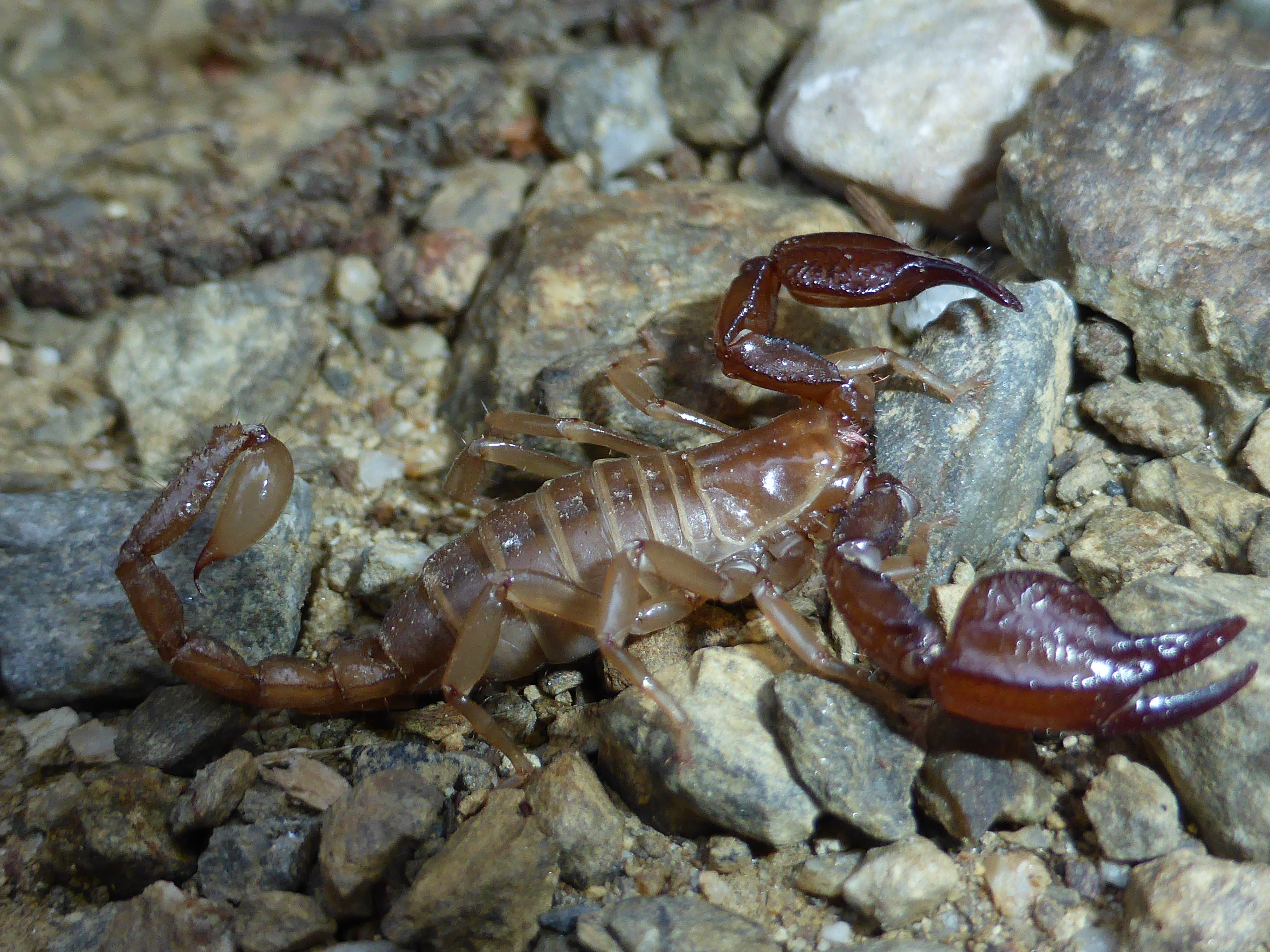

## Systématique et taxinomie
En 1998, Wilson R. Lourenço propose de rapprocher Belisarius xambeui des espèces du genre Troglotayosicus, de Colombie et d'Équateur, dans la famille des Troglotayosicidae, il crée en son sein la sous-famille des Belisariinae, elle est élevée au rang de famille par Tropea et Onnis en 2020.

## Étymologie
Cette espèce est nommée en l'honneur du naturaliste Pierre Xambeu.

## Publication originale
- Simon, 1879 : Les Arachnides de France, Tome septième : les ordres des Chernetes, Scorpiones et Opiliones. Librairie encyclopédique de Roret, p. 1-332.